# هومبرتو ديلغادو
هومبرتو ديلغادو (بالبرتغالية: Humberto Delgado ‏) (و. 1906 – 1965 م) هو سياسي برتغالي، ويحمل رتبة عسكرية فريق أول، توفي في أولايفينزا، عن عمر يناهز 59 عاماً.

## جوائز
حصل على جوائز منها:
- نيشان القديس يعقوب صاحب السيف من رتبة قائد جيش
- Commander of the Order of Christ ‏
- وسام أفيز [الإنجليزية]‏
- رتبة الإمبراطورية البريطانية
- وسام الحرية
- وسام الاستحقاق من رتبة قائد  [لغات أخرى]‏
- قائد وسام الامبراطورية البريطانية.

## روابط خارجية
- هومبرتو ديلغادو على موقع مونزينجر (الألمانية)